# メルティング
『メルティング』は、財津和夫の通算12枚目のシングル。

## 背景
同年に発売されたアルバム『Naked Heart』からのシングルカットである。

## 収録曲
| 全作詞・作曲・編曲: 財津和夫。 |                                        |          |            |      |
| #                              | タイトル                               | 作詞     | 作曲・編曲 | 時間 |
| 1.                             | 「メルティング」                       | 財津和夫 | 財津和夫   | 4:27 |
| 2.                             | 「Mexicoへ青い空」                     | 財津和夫 | 財津和夫   | 3:34 |
| 3.                             | 「メルティング」(オリジナル・カラオケ) | 財津和夫 | 財津和夫   | 4:27 |
| 合計時間:                      | 合計時間:                              | 12:28    |            |      |

## タイアップ
| # | 曲名             | タイアップ                              | 出典  |
| - | ---------------- | --------------------------------------- | ----- |
| 1 | 「メルティング」 | TBS系『ニュースの森』エンディングテーマ | [ 1 ] |